# Sig:Ar:Tyr
Sig:Ar:Tyr ist eine kanadische Viking-Metal-Band. Ihr Name ist eine interpunktierte Transliteration dreier Runen des altenglischen Futhorcs und laut bandeigenen Aussagen zudem vom Werk des britischen Fantasy-Schriftstellers Michael Moorcock beeinflusst worden.

## Geschichte
Sie wurde 2003 als Soloprojekt des Multiinstrumentalisten „Daemonskald“ in Ontario begründet. Noch im gleichen Jahr wurde die EP The Stranger aufgenommen. Zwei Jahre später erschien das Debütalbum Sailing the Seas of Fate über Morbid Winter Records. 2013 wuchs das Projekt zu einer Band an, neben dem Begründer bestehend aus Gitarrist Michael Grund und Schlagzeuger Nich Ireland, welche zuvor bereits bei der Symphonic Metal Formation Battlesoul gemeinsam spielten und Bassist Morgan Rider, welcher zudem in den Gruppen Vesperia und Crimson Shadows aktiv ist. Seit 2015 steht die Band beim Valkenburger Label Hammerheart Records unter Vertrag.

## Diskografie
- 2003: The Stranger (EP, CD, Eigenvertrieb)
- 2005: Sailing the Seas of Fate (Album, CD; Morbid Winter Records)
- 2008: Beyond the North Winds (Album, CD; Morbid Winter Records)
- 2010: Godsaga (Album, CD; Morbid Winter Records)
- 2016: Northen (Album, CD; Hammerheart Records)
- 2024: Citadel of Stars (Album, CD; Hammerheart Records)

 Beiträge auf Kompilationen 
- 2008: Blood of the North auf In Autumnal Fog - Chapter I: Under the Rising Storm
- 2010: Blood of the North auf Folk Metal
- 2010: Song to Hall Up High auf Valhalla Trilogy Part I - Songs to Hall Up High - In Memory of Quorthon
- 2015: Midwinter Sacrifice auf Hammer Smashed Faith II